# Trattato di Breda (1667)

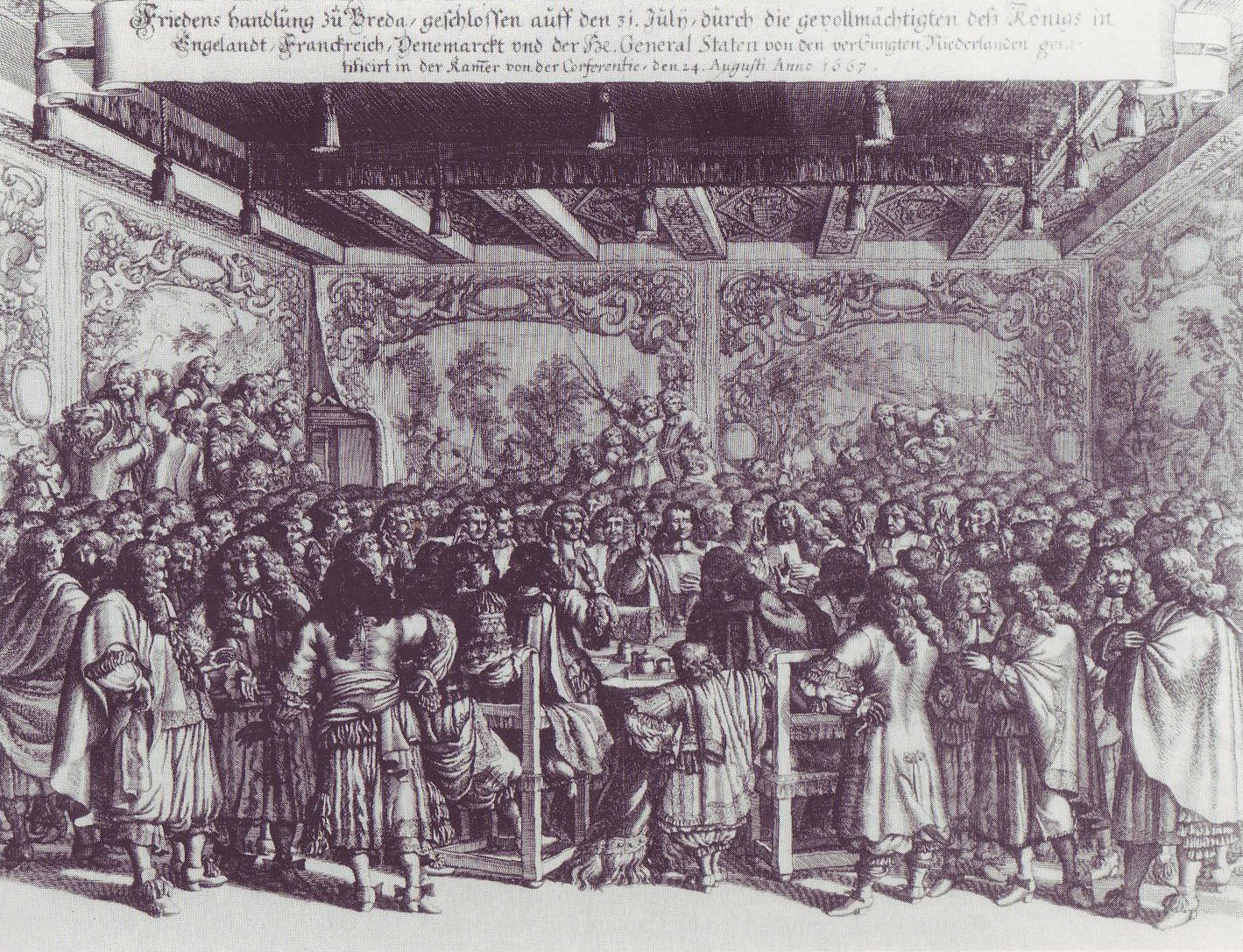
Immagine della firma del trattato

Il trattato di Breda fu un accordo firmato il 31 luglio 1667, nella città olandese da cui prende il nome, dai rappresentanti di Inghilterra, Francia, Paesi Bassi e Danimarca. Fu decretata la fine della seconda guerra anglo-olandese che aveva visto prevalere la flotta delle Province Unite contro quella del re Carlo II Stuart, con il raid sul Medway, in cui la flotta inglese era stata distrutta.

Michiel de Ruyter, ammiraglio olandese, controllava virtualmente i mari intorno alla costa meridionale dell'Inghilterra e questo spinse gli inglesi ad affrettare i negoziati di pace.
Durante i negoziati, i rappresentanti inglesi proposero a quelli olandesi di cedere loro la città americana di Nuova Amsterdam, ribattezzata New York, in cambio dei fruttuosi territori sulla costa del Suriname presi dagli olandesi nel 1667. Gli olandesi rifiutarono. Nelle Indie gli olandesi avevano il monopolio della noce moscata e gli inglesi furono costretti ad abbandonare le loro aspirazioni sull'isola di Run, piccola isola facente parte delle isole Banda. L'Atto di navigazione fu modificato in modo da permettere agli olandesi scambi con la Germania e con la stessa Inghilterra.